# Bundeskonferenz der Lehrbeauftragten an Musikhochschulen
Die Bundeskonferenz der Lehrbeauftragten an Musikhochschulen (bklm) ist eine deutsche Interessen-Vereinigung, die sich der Situation von Lehrbeauftragten an deutschen Musikhochschulen annimmt.

## Entstehung und Geschichte
Am 22./23. Januar 2011 wurde die Vereinigung bei der 1. Bundeskonferenz in der Musikhochschule Frankfurt/Main gegründet. Anwesend waren 19 Vertreter von 24 Musikhochschulen. Der Einladung gefolgt waren weiterhin Carmen Ludwig (stellv. Vorsitzende der GEW Hessen), Dirk Hewig (Vizepräsident des DTKV), Andreas Bausdorf (stellv. Geschäftsführer der DOV) und Lutz Felbick (Gesellschaft für Musiktheorie AG LB). Als Sprecher wurden bei dieser 2011 Bundeskonferenz gewählt: Evelyn Wentz (HfMDK Frankfurt) und Friedemann Immer (HfMT Köln). Als Vertreter wurden gewählt Ulrike Höfer (HfM Freiburg); Carola Schlüter (HfMDK Frankfurt); Karola Theill (HfM Hanns Eisler und HMT Rostock) und Eckhart Hermann (HfMT München).
Weitere Bundeskonferenzen folgten am 29./30. Oktober 2011 in der Hochschule für Musik Hanns Eisler in Berlin, am 27. Oktober 2012 in der Musikhochschule Köln und am 26./27. Oktober 2013 in der Musikhochschule Trossingen.

## Koordination der deutschen Musikhochschulen
Die 24 deutschen Musikhochschulen sind Einrichtungen der Länder und werden bundesweit durch die Rektorenkonferenz der Musikhochschulen koordiniert. Am 29. April 2011 fand in der Hochschule für Musik und Darstellende Kunst Stuttgart ein Gespräch zwischen Werner Heinrichs (Vorsitzender der Rektorenkonferenz deutscher Musikhochschulen in der HRK), Friedemann Immer und Evelyn Anna Maria Wentz (Sprecher der bklm) statt. Die bklm wurde zur Rektorenkonferenz der Musikhochschulen (RKM) am 25. Mai 2011 in Lübeck eingeladen und pflegt seit dieser Zeit regelmäßige Kontakte zur Rektorenkonferenz.

## Ziele
Bei der Gründungsversammlung wurde 2011 die „Frankfurter Resolution“ vorgestellt, in der die wichtigsten Forderungen zusammengefasst sind. Weitere Statements und Erklärungen zu den Mindeststandards folgten.

## Öffentliche Wahrnehmung und Erfolge
Die Anliegen der Vereinigung werden von einigen prominenten Vertretern des Musiklebens und von den Medien unterstützt.
Anne-Sophie Mutter protestierte in einem Interview in der Musikhochschule Karlsruhe gegen die schlechte Bezahlung von Lehrbeauftragten an Musikhochschulen: „Kein anderer Mensch würde ein 10-jährige Ausbildung auf sich nehmen um dann wirklich für Brotkrumen, teilweise noch nicht malst in einer festen Anstellung zu sein. Das ist unfair […] Das ist nicht in Ordnung. Ich muss protestieren und ich hoffe, es ändert sich mal was.“
Heinrichs (Vorsitzender RKM, Stuttgart) hatte zu Beginn der RKM am 22. Mai 2011 in seiner Rede anlässlich des Abschlusskonzerts des Hochschulwettbewerbs auch die Situation der Lehrbeauftragten angesprochen, vor allem unter dem Gesichtspunkt „gleicher Lohn für gleiche Arbeit“.
Hannelore Kraft bestätigte am 20. September 2013 auf Anfrage zur Situation der Lehrbeauftragten, das Ziel der SPD sei „Gleicher Lohn für gleiche Arbeit“. Die Umsetzung sei Aufgabe der Landesregierung.
Die Frankfurter Rundschau mahnte am 17. April 2012 in dem Artikel „Billig-Dozenten an Musikhochschulen – Der lautlose Skandal im Land der Musik“, die unzureichenden Arbeitsbedingungen der Lehrbeauftragten müssten verbessert werden. Ähnlich lautend war der Artikel der Frankfurter Rundschau vom 30. Mai 2012: „Hohe Kunst für kleines Geld“. Zahlreiche weitere Presseartikel, insbesondere in der musikalischen Fachpresse NMZ, folgten. Friedemann Immer(bklm) sprach im Deutschlandfunk/Musikjournal am 30. April 2012 über die prekären Arbeitsbedingungen der freien Musiker, Lehrbeauftragten an Musikhochschulen und die vorhersehbare Altersarmut dieser Berufsgruppe.
Durch die Präsenz und die zahlreichen Aktivitäten des Vereins konnten in vielen Hochschulen Verbesserungen bewirkt werden. Eine grundlegende Reform zur prekären Situation von Lehrbeauftragten an den deutschen Musikhochschulen steht noch aus.